# Chaetolimon
Chaetolimon é um género botânico pertencente à família Plumbaginaceae. É nativa do Afeganistão, Cazaquistão, Quirguistão, Tajiquistão, Turquemenistão e Uzbequistão.

## Espécies
As seguintes espécies pertencem ao gênero:
- Chaetolimon limbatum Lincz.
- Chaetolimon setiferum (Bunge) Lincz.
- Chaetolimon sogdianum Lincz.

1. ↑  «Chaetolimon — World Flora Online». www.worldfloraonline.org. Consultado em 19 de agosto de 2020
2. 1 2  «Chaetolimon (Bunge) Lincz. | Plants of the World Online | Kew Science». Plants of the World Online (em inglês). Consultado em 19 de fevereiro de 2022. Cópia arquivada em 19 de fevereiro de 2022